# اسکار سایفرت
اسکار سایفرت (به آلمانی: Oskar Seyffert)؛ (زادۀ ۱۹ فوریهٔ ۱۸۶۲ میلادی – درگذشتۀ ۲۲ فوریهٔ ۱۹۴۰ میلادی) استاد هنر اهل آلمان در «آموزشگاه هنر و صنایع دستی سلطنتی» در پادشاهی ساکسونی بود.
به عنوان یک فولکلوریست، سایفرت بنیانگذار و رئیس انجمن فولکلور ساکسون بود که موزۀ هنر مردمی ساکسون و مجموعۀ تئاتر عروسکی درسدن از آنجا توسعه یافت. بین سال‌های ۱۹۲۷ و ۱۹۴۹ میلادی این موزه به عنوان موزۀ-اسکار-سایفرت شناخته می‌شد. خیابانی در درسدن-گیترزی نیز به نام سایفرت نامگذاری شده‌ است.